# Distretto di Rubavu
Il distretto di Rubavu è un distretto (akarere) del Ruanda, parte della Provincia Occidentale, con capoluogo Gisenyi.
Il distretto si compone di 12 settori (imirenge):
- Bugeshi
- Busasamana
- Cyanzarwe
- Gisenyi
- Kanama
- Kanzenze
- Mudende
- Nyakiriba
- Nyamyumba
- Nyundo
- Rubavu
- Rugerero